# بيئة التطوير المتكاملة للتعلم
بيئة التطوير المتكاملة للتعلم أو IDLE (بالإنجليزية: Integrated Development Learning Environment)‏ هو بيئة تطوير متكاملة للغة بايثون، مرفقة بالتطبيق الافتراضي للغة بايثون منذ الإصدار 1.5.2b1. ومضافة بصفة اختيارية في حزمة بايثون في عدد من توزيعات لينكس. كُتبت بالكامل بلغة بايثون ومكتبة تكينتر التي تعد غلافًا للتعامل مع Tcl/Tk. يعد IDLE بيئة تطوير متكاملة بمزايا قليلة. من مزاياه الإكمال الآلي، الإزاحة الذكية، وإبراز النحو ومحرر للأكواد في نوافذ متعددة وصدفة بايثون تقدم ميزة إبراز النحو.